# Pithyotettix sichotensis
Pithyotettix sichotensis är en insektsart som beskrevs av Anufriev 1971. Pithyotettix sichotensis ingår i släktet Pithyotettix och familjen dvärgstritar. Inga underarter finns listade i Catalogue of Life.